# Любитов
Люби́тов (укр. Любитів) — село в Колодяжненской сельской общине Ковельского района Волынской области Украины.
Код КОАТУУ — 0722184001. Население по переписи 2001 года составляет 1436 человек. Почтовый индекс — 45063. Телефонный код — 3352. В центре села бессточный водоём — Любитовское озеро.

## Известные уроженцы
- Пидгирский, Самуил Максимович (1888—1945) — украинский общественно-политический деятель, адвокат, редактор.

## Галерея
- Покровская церковь
- На центральной площади
- Любитовское озеро